# Shark Kill
Pour plus de détails, voir Fiche technique et Distribution.
Shark Kill est un téléfilm d'aventures américain réalisé par William A. Graham, sorti en 1976. Le film a été l’un des premiers à capitaliser sur le succès du film Les Dents de la mer de 1975. Les deux films suivent la prémisse d’hommes chassant un grand requin blanc assoiffé de sang.

## Synopsis
Les 2 hommes vont prendre en chasse le grand requin blanc.

## Fiche technique
- Genre : Aventure, horreur
- Interdit aux moins de 12 ans.

## Distribution
- Richard Yniguez : Cabo Mendoza
- Phillip Clark : Rick Dayner
- Jennifer Warren : Carolyn
- Elizabeth Gill : Bonnie
- Victor Campos : Luis
- David Huddleston : Bearde

## Sortie
Le film a été diffusé pour la première fois sur NBC le 20 mai 1976 et est sorti en DVD le 17 janvier 2007.